# 후타쿠치온나

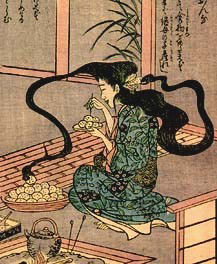
《에혼햐쿠모노가타리》의 후타쿠치온나 삽화

후타쿠치온나(二口女, ふたくちおんな)는 일본의 요괴이다. 얼굴에 있는 입 이외에 머리 뒤 머리카락 속에 또 하나의 입을 가진 여자의 모습을 하고 있으며, 머리 뒤의 입으로 음식을 먹는다.
일본 신화와 민속에서 후타쿠치온나는 로쿠로쿠비, 구치사케온나, 야마우바처럼 저주를 받거나 초자연적인 병에 걸려 요괴로 변한 부류에 속한다. 이런 이야기에서 여성은 보통 마지막 순간까지 자신의 정체를 숨기다가 스스로 드러낸다.

## 같이 보기
- 바케모노
- 미즈키 시게루